# والتر سیلوانی
والتر سیلوانی (اسپانیایی: Walter Silvani‎؛ زادهٔ ۱۱ مهٔ ۱۹۷۱) بازیکن فوتبال اهل آرژانتین است.

## باشگاهی
از باشگاه‌هایی که در آن بازی کرده‌است می‌توان به باشگاه فوتبال ریور پلاته، باشگاه فوتبال پاچوکا، و باشگاه فوتبال اونیورسیداد شیلی اشاره کرد.